# Campeonato Gaúcho de Futebol de 1985 - Série A
O Campeonato Gaúcho de Futebol de 1985, foi a 65ª edição da competição no Estado do Rio Grande do Sul. Participaram do campeonato 14 clubes, os times jogaram entre si em turno e returno. A disputa teve seu início em 4 de agosto e o término em 8 de dezembro de 1985. O campeão deste ano foi o Grêmio.

## Participantes
| Equipe                    | Município         | Participação |
| ------------------------- | ----------------- | ------------ |
| Aimoré                    | São Leopoldo      | 18ª          |
| Brasil-PE                 | Pelotas           | 32ª          |
| Caxias                    | Caxias do Sul     | 24ª          |
| Esportivo                 | Bento Gonçalves   | 15ª          |
| Gaúcho*                   | Passo Fundo       | 17ª          |
| Grêmio                    | Porto Alegre      | 43ª          |
| Internacional             | Porto Alegre      | 41ª          |
| Internacional Santa Maria | Santa Maria       | 19ª          |
| Juventude                 | Caxias do Sul     | 23ª          |
| Novo Hamburgo             | Novo Hamburgo     | 41ª          |
| Pelotas                   | Pelotas           | 29ª          |
| Rio-Grandense*            | Rio Grande        | 16ª          |
| Santa Cruz-RS             | Santa Cruz do Sul | 16ª          |
| São Borja                 | São Borja         | 11ª          |

* Times rebaixados.
Nota:O Grêmio venceu os dois turnos do campeonato e não houve necessidade de uma fase final.

## Campeão
| Campeonato Gaúcho de Futebol 1985             |
| --------------------------------------------- |
| Grêmio Foot-Ball Porto Alegrense (23º título) |

## Artilheiros
- Caio Júnior (Grêmio) - 15 gols
- Kita (Internacional) - 15 gols

## Segunda Divisão
Campeão:Grêmio Bagé
2º lugar:São Paulo/RG

## Terceira Divisão
Campeão:Guarany/CA
2º lugar:Rio Grande